# Saint-Gobain
Saint-Gobain creează, produce și distribuie materiale și soluții care contribuie la bunăstarea și viitorul fiecăruia dintre noi. Acestea pot fi găsite pretutindeni, în locurile în care trăim și în viața de zi cu zi: în clădiri, transporturi, infrastructură și în multe aplicații industriale. Ele oferă confort, performanță și siguranță, abordând provocările legate de construcție durabilă, de eficiența utilizării resurselor și de schimbările climatice. 
Saint-Gobain este una dintre cele mai mari companii la nivel mondial din domeniul construcțiilor, care are sediul la Paris. Produsele cele mai importante ale companiei sunt materialele de construcție de înaltă performanță și sticla. Saint-Gobain este prezentă în 67 de țări.
Saint-Gobain a fost fondată în 1665 de Jean-Baptiste Colbert - Ludovic al XIV-lea. A fost compania care a livrat oglinzile pentru Sala Oglinzilor din Palatul Versailles. Astăzi Saint-Gobain se numără printre primele 100 cele mai inovatoare companii din lume  și este listată la bursele din Paris, Londra, Frankfurt, Zürich, Bruxelles, Amsterdam.
Număr de angajați:
- 2017: 179.000
- 2008: 209.175[5]
- 2007: 205.730[5]
- 2004: 170.000[6]

Cifra de afaceri:
- 2017: 40,8 miliarde Euro
- 2008: 43,8 miliarde Euro[4]
- 2007: 43,4 miliarde euro[5]

Venit net:
- 2008: 3,6 miliarde euro[5]
- 2007: 4,1 miliarde euro[5]

## Saint-Gobain în România
În România,  Saint-Gobain deține nouă activități (Abrasives, Brodrene Dahl, Glass, Pietta Glass Working, Isover, PAM, Rigips, Sekurit și Weber), cu aproximativ 1700 de angajați  și operează 13 unități de producție în zece situri industriale situate în Băicoi, Brănești, Călărași, Ploiești, Satu-Mare, Tulcea, Turda , Suceava și Vălenii de Munte.
Număr de angajați:
- 2018: 1.700

- 2009: 1.100[7]
- 2008: 1.200[8]

Cifra de afaceri:
- 2017: 200 milioane euro
- 2013: 160 milioane euro[9]
- 2008: 214 milioane euro[7]
- 2007: 183 milioane euro[10]
- 2006: 60 milioane euro[8]